# Чемпионат России по хоккею на траве среди женщин
Чемпионат России по хоккею на траве среди женщин — ежегодное соревнование российских женских команд по хоккею на траве. Проводится с 1992 года.
Соревнования проходят по системе «весна—осень» в двух дивизионах — Суперлиге (с 2004 года) и Высшей лиге. Организатором является Федерация хоккея на траве России.

## Формула соревнований
Первенство разыгрывается между командами, входящими в Суперлигу. 5 составляющих её команд (сезон 2019) играют по смешанной системе. На предварительном этапе команды играют с разъездами с два круга спаренными матчами (каждый с каждым играет по два матча дома и на выезде), а между кругами проводят общий тур, в котором играют в один круг. Все результаты идут в общий зачёт. В общей сложности каждая из команд-участниц на предварительном этапе проведёт по 20 матчей. 4 лучшие команды выходят в плей-офф, где делятся на полуфинальные пары. Полуфинальные серии проводятся до двух побед одного из соперников. Победители в финале по такой же системе разыгрывают первое место, проигравшие — третье.
Регламентом ничьи на всех этапах чемпионата не предусмотрены. В случае ничейного результата в основное время команды пробивают буллиты с целью определения победителя. За победу в основное время команды получают по 3 очка, за победу по буллитам — по 2, за поражения по буллитам — по 1, за поражение в основное время очки не начисляются, за неявку предусмотрено снятие очка и техническое поражение 0:5. Места распределяются по наибольшему количеству набранных очков.
В Суперлиге 2019 играют: «Динамо-ГАП» (Казань), «ЦСП-Крылатское» (Москва), «Динамо-Электросталь» (Московская область), «Дончанка» (Новочеркасск), «Коммунальщик» (Барнаул). Чемпионат проходит с мая по октябрь в 4 круга.
В Высшей лиге играют 5 команд: СШОР-ИВС (Щёлково), «Юность» (Пермь), сборная Свердловской области, «Динамо-УОР» (Казань), сборная Санкт-Петербурга. Команды-участницы проводят трёхкруговой турнир по туровой системе.

## Призёры
| Сезон | Чемпион                                    | Серебряный призёр                          | Бронзовый призёр                           |
| ----- | ------------------------------------------ | ------------------------------------------ | ------------------------------------------ |
| 1992  | СКИФ (Москва)                              | «Дончанка» (Волгодонск)                    | «Спартак» (Московская обл.)                |
| 1993  | «Дончанка» (Волгодонск)                    | «Тиротекс» (Тирасполь)                     | СКИФ (Москва)                              |
| 1994  | «Дончанка» (Волгодонск)                    | «Текстильщик» (Вязники)                    | ЦФиС-МП (Москва)                           |
| 1995  | «Дончанка» (Волгодонск)                    | «Текстильщик» (Вязники)                    | ЦФиС-МП (Москва)                           |
| 1996  | «Дончанка» (Волгодонск)                    | «Текстильщик-Освар» (Вязники)              | ЦФиС-МП (Москва)                           |
| 1997  | «Дончанка» (Волгодонск)                    | ЦФиС-МП (Москва)                           | «Текстильщик-Освар» (Вязники)              |
| 1998  | ЦФиС-МП Москва                             | «Дончанка» (Волгодонск)                    | «Уралочка» (Уральск)                       |
| 1999  | ЦФиС-МП Москва                             | «Дончанка» (Волгодонск)                    | «Синтез» (Дзержинск)                       |
| 2000  | «Дончанка» (Волгодонск)                    | ЦФиС-МП (Москва)                           | «Синтез» (Дзержинск)                       |
| 2001  | ЦФиС-МП (Москва)                           | «Синтез» (Дзержинск)                       | «Дончанка» (Волгодонск)                    |
| 2002  | «Синтез» (Дзержинск)                       | «Дончанка» (Волгодонск)                    | ЦФиС-МП (Москва)                           |
| 2003  | «ВолгаТелеком» (Нижний Новгород)           | ЦФиС-МП (Москва)                           | «Дончанка» (Волгодонск)                    |
| 2004  | «ВолгаТелеком» (Нижний Новгород)           | ЦФиС-МП (Москва)                           | «Коммунальщик» (Барнаул)                   |
| 2005  | «ВолгаТелеком» (Нижний Новгород)           | ЦФиС-МП (Москва)                           | «Коммунальщик» (Барнаул)                   |
| 2006  | «ВолгаТелеком» (Нижний Новгород)           | ЦФиС-МП (Москва)                           | «Коммунальщик» (Барнаул)                   |
| 2007  | «ВолгаТелеком» (Нижний Новгород)           | «Смена» (Анапа)                            | «Коммунальщик» Барнаул)                    |
| 2008  | «ВолгаТелеком» (Нижний Новгород)           | «Смена» (Анапа)                            | ЦФиС-МП (Москва)                           |
| 2009  | «ВолгаТелеком» (Нижний Новгород)           | Сборная Москвы                             | «Коммунальщик» (Барнаул)                   |
| 2010  | ЦСП «Измайлово» (Москва)                   | «ВолгаТелеком» (Нижний Новгород)           | «Смена» (Анапа)                            |
| 2011  | ЦСП «Измайлово» (Москва)                   | «ВолгаТелеком» (Нижний Новгород)           | «Метрострой» (Санкт-Петербург)             |
| 2012  | ЦСП «Измайлово» (Москва)                   | «Дончанка» (Волгодонск)                    | «ВолгаТелеком» (Нижний Новгород)           |
| 2013  | ЦСП «Измайлово» (Москва)                   | «Метрострой» (Санкт-Петербург)             | «Дончанка» (Волгодонск)                    |
| 2014  | «Минск» (Минск )                           | ЦСП «Измайлово» (Москва)                   | «Дончанка» (Волгодонск)                    |
| 2015  | ЦСП «Крылатское» (Москва)                  | «Динамо-ГАП» (Казань)                      | «Метрострой» (Санкт-Петербург)             |
| 2016  | ЦСП «Крылатское» (Москва)                  | «Метрострой» (Санкт-Петербург)             | «Динамо-ГАП» (Казань)                      |
| 2017  | ЦСП «Крылатское» (Москва)                  | «Метрострой» (Санкт-Петербург)             | «Динамо-Электросталь» (Московская область) |
| 2018  | «Динамо-ГАП» (Казань)                      | «Динамо-ЦОП Москомспорт» (Москва)          | «Динамо-Электросталь» (Московская область) |
| 2019  | «Динамо-ГАП» (Казань)                      | «Динамо-Электросталь» (Московская область) | «Динамо-ЦОП Москомспорт» (Москва)          |
| 2021  | «Динамо-Электросталь» (Московская область) | «Динамо-ЦОП Москомспорт» (Москва)          | «Ак-Барс Динамо» (Казань)                  |
| 2022  | «Ак-Барс Динамо» (Казань)                  | «Динамо-Электросталь» (Московская область) | «Динамо-ЦОП Москомспорт» (Москва)          |
| 2023  | «Динамо-Электросталь» (Московская область) | «Ак-Барс Динамо» (Казань)                  | «Восток-ЦОП Москомспорт» (Москва)          |
| 2024  | «Ак-Барс Динамо» (Казань)                  | «Динамо-Электросталь» (Московская область) | «Динамо-ЦОП Москомспорт» (Москва)          |

## Медальный зачёт
| Команда                                                                                     |    |    |   | Всего |
| ------------------------------------------------------------------------------------------- | -- | -- | - | ----- |
| ЦФиСП-МП/Сборная Москвы/ЦСП «Измайлово»/ЦСП «Крылатское»/«Динамо-ЦОП МКС»/«Восток» (Москва) | 11 | 10 | 8 | 29    |
| «Синтез»/«ВолгаТелеком» (Дзержинск/Нижний Новгород)                                         | 8  | 3  | 3 | 14    |
| «Дончанка» (Волгодонск)                                                                     | 6  | 4  | 4 | 14    |
| «Динамо-ГАП»/«Ак-Барс Динамо» (Казань)                                                      | 4  | 2  | 2 | 8     |
| СКИФ (Москва)                                                                               | 1  | 0  | 1 | 2     |
| «Минск» (Минск)                                                                             | 1  | 0  | 0 | 1     |
| «Метрострой» (Санкт-Петербург)                                                              | 0  | 3  | 2 | 5     |
| «Текстильщик-Освар» (Вязники)                                                               | 0  | 3  | 1 | 4     |
| «Динамо-Электросталь» (Московская область)                                                  | 2  | 3  | 2 | 7     |
| «Смена» (Анапа)                                                                             | 0  | 2  | 1 | 3     |
| «Тиротекс» (Тирасполь)                                                                      | 0  | 1  | 0 | 1     |
| «Коммунальщик» (Барнаул)                                                                    | 0  | 0  | 5 | 5     |
| «Спартак» (Московская область)                                                              | 0  | 0  | 1 | 1     |
| «Уралочка» (Уральск)                                                                        | 0  | 0  | 1 | 1     |

## Цифры и факты
Только две команды — «Дончанка» (Волгодонск) и «Коммунальщик» (Барнаул) — принимали участие во всех женских чемпионатах России в высшем дивизионе с 1992 года.
Наибольшее число мячей за один сезон в Суперлиге — 228 — забила «ВолгаТелеком». Рекорд установлен в 2005 году.
Наименьшее число мячей за один сезон в Суперлиге — 5 — пропустила «ВолгаТелеком». Рекорд установлен в 2004 году.
Самый крупный счёт в играх Суперлиги был зафиксирован 17 марта 1999 года в матче ЦФиС-МП — Крымчанка (Крымск) — 19:0.
Марине Чегурдаевой («ВолгаТелеком») принадлежит рекорд наибольшего числа забитых мячей за одну игру. В матче против команды «Дончанка», 22 апреля 2007 года (общий счёт 12:0) она забила 7 мячей.
Рекордное число мячей за один сезон в Суперлиге — 60 — было забито Мариной Чегурдаевой («ВолгаТелеком») в 2005 году.
Самый быстрый гол забила Наталья Кравченко («Дончанка») в матче против московской команды «Марьино» 15 апреля 2006 года уже на 24 секунде игры.